# Cordia goetzei
Cordia goetzei är en strävbladig växtart som beskrevs av Gürke. Cordia goetzei ingår i släktet Cordia, och familjen strävbladiga växter. Inga underarter finns listade i Catalogue of Life.

## Bildgalleri

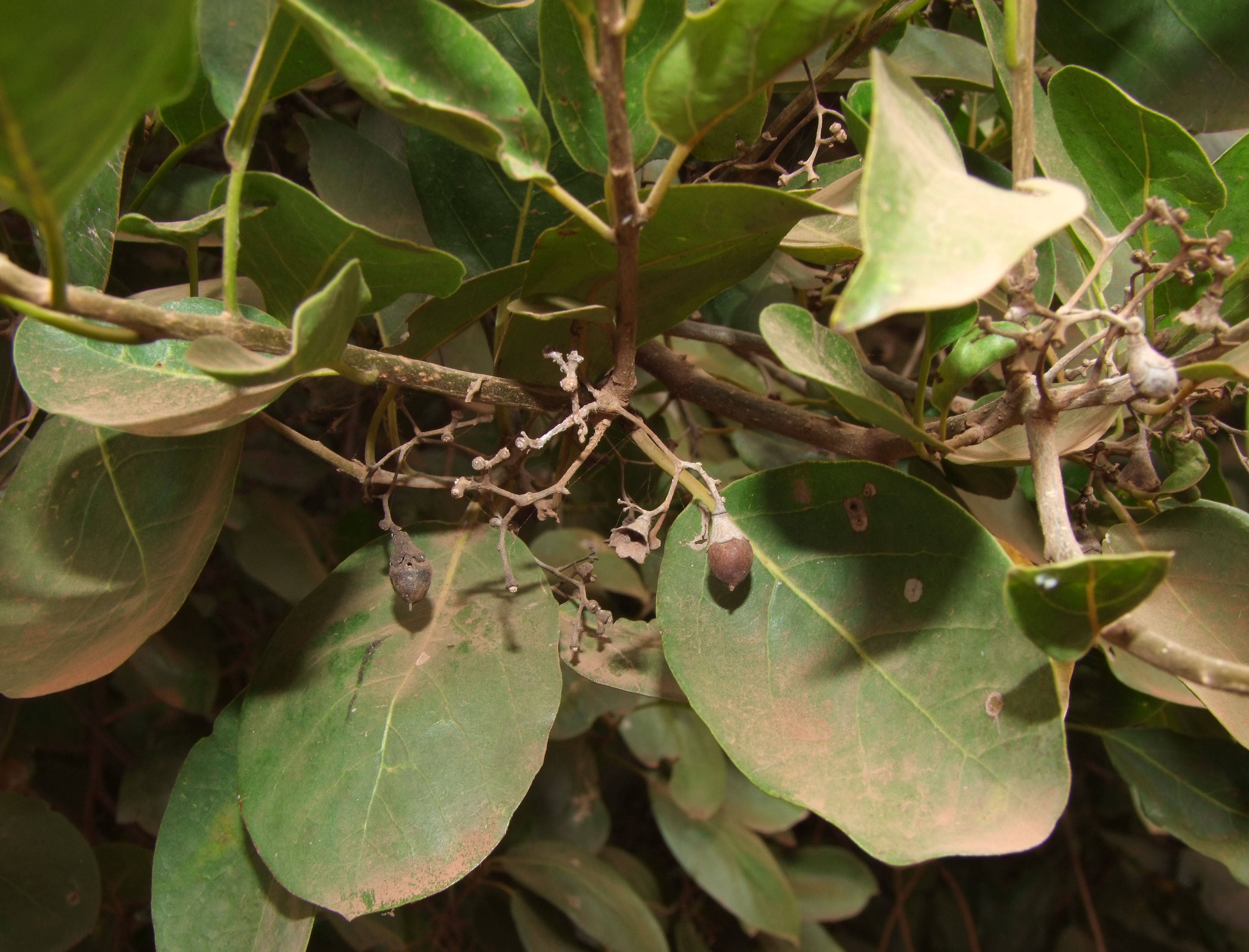